# Proconsul (animal)
Proconsul es un género extinto de primates hominoideos que vivió entre el Aquitaniense y el Langhiense (Mioceno) africano, entre los 22 a 15 millones de años atrás. Se han identificado cuatro especies de Proconsul.  El principal yacimiento es el de Rusinga, Kenia. Con numerosos fragmentos encontrados en África Oriental han podido reconstituirse esqueleto casi completos.
Se le considera un antropoide muy primitivo. En su época ya presentaban rasgos de los hominoides como la ausencia de cola, pero aún conservaba algunos más primitivos. Por ejemplo, tenían una columna flexible y un tórax estrecho, como la mayor parte de los monos, aunque también tenían una amplia movilidad en caderas y dedo pulgar como los hominoides. Hay debate sobre la determinación de su comportamiento, mitad arborícola y mitad terrestre (cuadrúpedo). Presenta un dimorfismo sexual muy marcado. Como su dentadura presenta caninos grandes y molares pequeños, se cree que su dieta era frugívora.

## Descubrimiento y origen

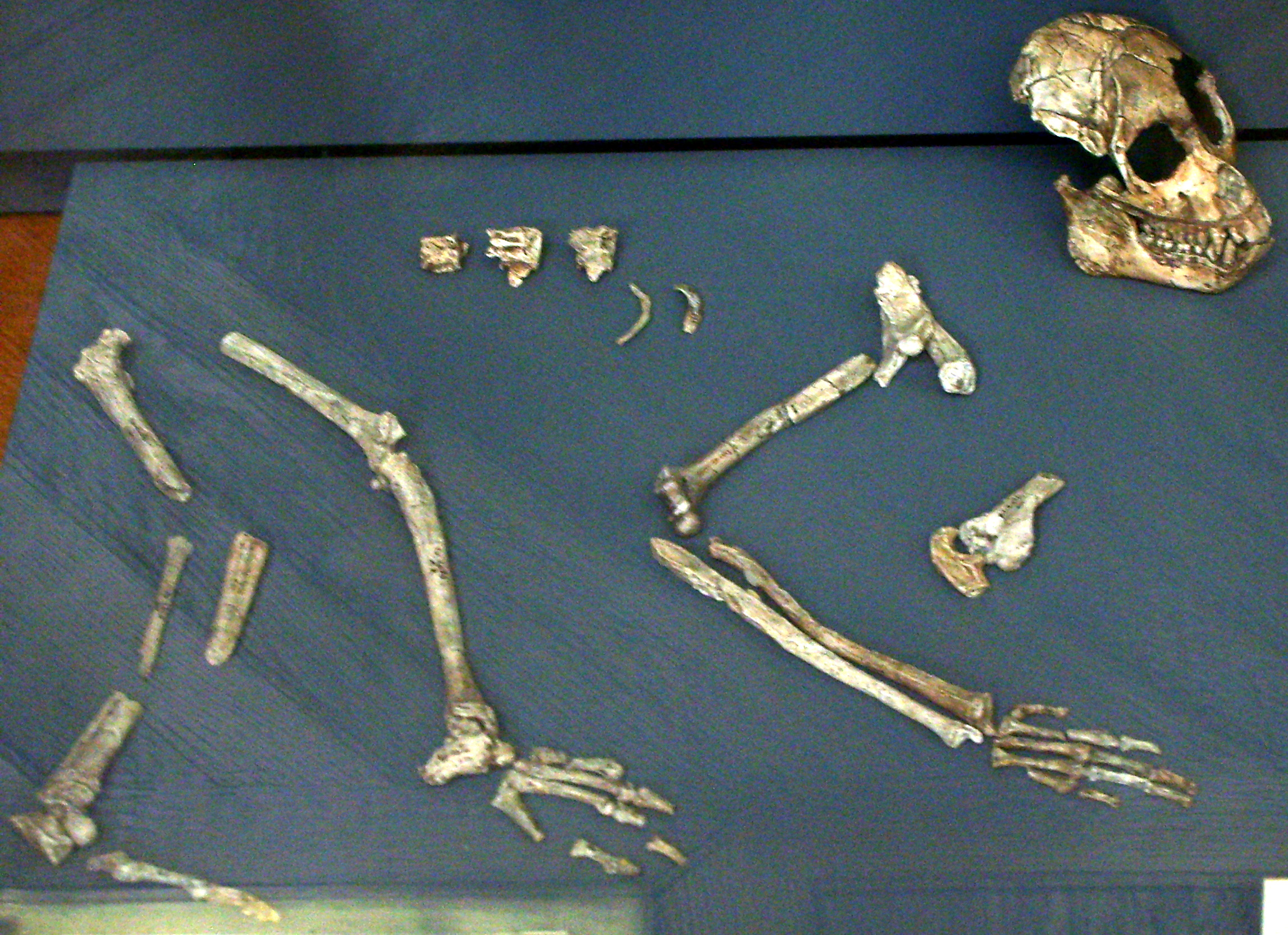
Fósil de Proconsul nyanzae fossil, Muséum national d'histoire naturelle, París.

El primer espécimen fue hallado por un buscador de oro en 1909 en Koru al occidente de Kenia, un depósito del Mioceno de entre 20 y 23 millones de años de antigüedad. El nombre Proconsul (ancestro africano de Consul) fue asignado por Arthur Hopwood del Museo de Historia Natural de Londres, quien basándose en una mandíbula describió la especie Proconsul africanus. El nombre genérico lo escogió basado en el nombre Consul, el cual se utilizaba para designar los chimpancés amaestrados de los circos, a los que Hopwood, nacido en 1897, tuvo acceso siendo niño en las giras por Europa a inicios del siglo XX. En 1948, Mary Leakey halló un cráneo deformado, pero casi completo en la isla Rusinga al occidente de Kenia, seriado como KNM-RU 7290 por el Museo Nacional de Kenia.
Las especies de Proconsul representaban el grupo de hominoideos más extendido y exitosos a principios del Mioceno; posiblemente eran descendientes de los propliopitécidos del Oligoceno y también probablemente fue el antepasado común de los catarrinos vivientes (monos del Viejo Mundo y grandes simios).

## Características
Algunas especies de Proconsul, tenía un tamaño mediano entre los primates, pero otras alcanzaban el tamaño de un chimpancé, con importante dimorfismo sexual. Su dentadura era apropiada para una dieta frugívora y folívora.
Un estudio estimó el peso, a partir de varios especímenes, de P. major en un rango de 63,4 y 86,7 kg, con un promedio de 75,1 kg; para P. heseloni un promedio de 10,9 kg y de 35,6 kg para P. nyanzae.
En otro estudio de 1975, para P. africanus con un peso corporal estimado entre 16 y 34 kg, y un volumen cerebral estimado de 150 cc, se estimó un cociente de encefalización entre 1,19 y 1,96, el cual es comparable al coeficiente de los macacos actuales.
Sus cráneos eran más macizos que en los grandes simios actuales y sus brazos eran largos en proporción al resto del cuerpo, como en los gibones. Probablemente era un trepador que se movilizaba entre las ramas de los árboles en posición cuadrúpeda; sin embargo, carecían de la habilidad de suspenderse y braquiar como lo hacen algunos primates actuales., o la habilidad del desplazamiento bípedo en los árboles como el Danuvius guggenmosi.
Desde su descubrimiento poco se sabía del esqueleto axial y pelvis del género. Un esqueleto parcial de Proconsul nyanzae que incluye algunas vértebras lumbares y partes del sacro y el coxis, descrito en 1993, aportó datos adicionales con respecto a la locomoción y postura de esta especie. Su morfología sugiere que no poseía ninguna adaptación en el tronco que lo convirtiera predominantemente en un braquiador de hábitos arbóreos, en lugar de ello manteniendo un patrón más primitivo de cuadrúpedo. Esto indica que la morfología del tronco de los hominoideos existentes surgió con posteridad al origen de los homínidos.

## Especies

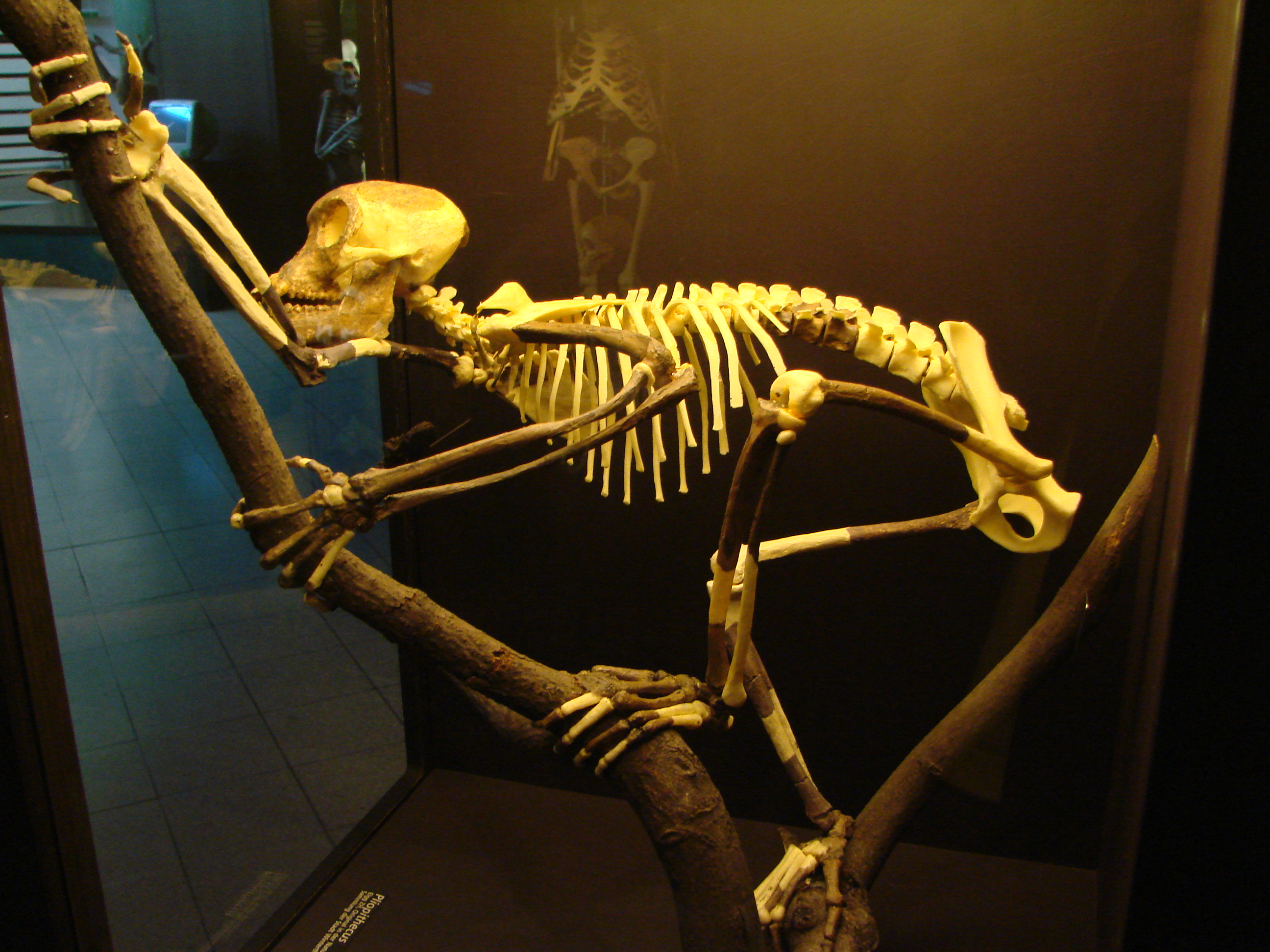
Reconstrucción de un esqueleto de Proconsul, en la Universidad de Zúrich.

- Proconsul africanus (Hopwood, 1933), descrito a partir del primer hallazgo en 1909, el holotipo con la serie BNMH M 14084, el cual comprende un fragmento de maxilar superior izquierdo con algunos molares. Existió a principios del Mioceno entre hace aproximadamente 20 a 19 millones de años. Era un catarrino de mediano tamaño, con un tamaño comparable al de P. heseloni, pero con una dentadura ligeramente más pequeña.[9]
- Proconsul nyanzae (Le Gros Clark y Leakey, 1950), descrito simultáneamente con P. major, basado en el espécimen BMNH M 16647, un fragmento inferior del rostro y paladar izquierdo. Existió entre hace 18,5 y 17 millones de años, con un peso calculado de 28 y 40 kg para las hembras y machos respectivamente.[9]
- Proconsul major (Le Gros Clark y Leakey, 1950), descrito en base al espécimen BMNH M 16648 descubierto en Songhor, Kenia, consistente en una rama mandibular derecha. La especie existió entre hace 20 y 19 millones de años, y como su nombre lo indica, fue la especie más grande del género, con un peso estimado, a partir de sus restos fósiles, de entre 60 y 90 kg.[9]
- Proconsul heseloni (Walker et al., 1993), se describió a partir de un hallazgo etiquetado como KNM-RU 2036, un cráneo deformado y casi completo, con una buena porción del postcráneo de una hembra subadulta. La especie existió entre hace 18,5 y 17 millones de años y en tamaño se asemejaba a P. africanus. De acuerdo a las estimaciones del tamaño basado en los restos fósiles de algunas hembras, se calculó un peso de entre 9 y 11 kg para estas, mientras los machos, a causa del dimorfismo sexual, pudieron llegar a los 20 kg.[9]
- Proconsul gitongai (Pickford & Kunimatsu, 2005), se describió a partir de unos dientes encontrados en la Formación Muruyur, que data de hace unos 14,5 millones de años.[10]
- Proconsul meswae (Harrison & Andrews, 2009), se describió a partir de al menos cuatro individuos inmaduros encontrados en Meswa Bridge, Kenia. La especie existió hace unos 22,5 millones de años y es, por tanto, la más antigua del género.[10]